# Commonwealth Games 2026

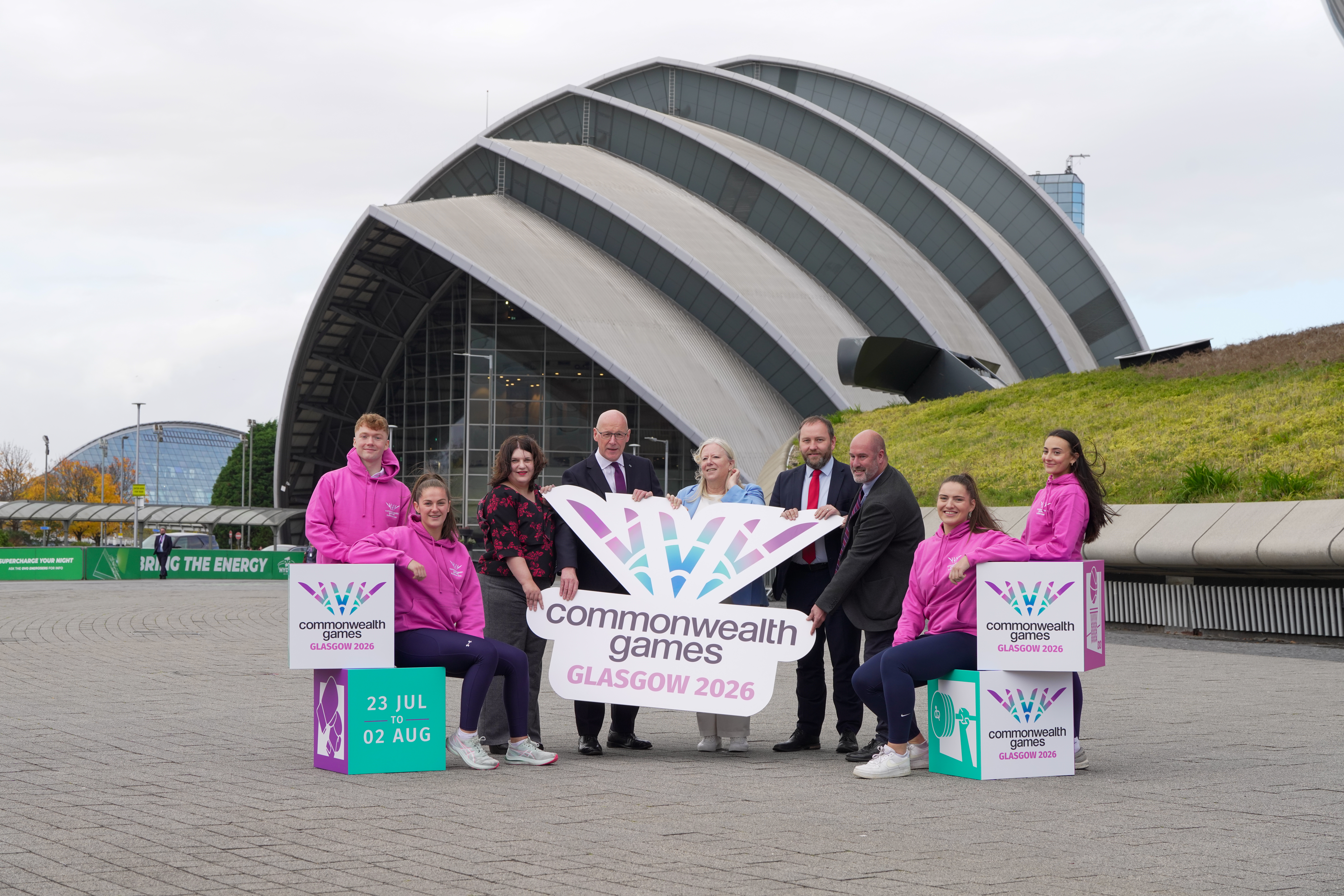
Start der Commonwealth Games 2026 mit dem First Minister John Swinney in Glasgow am 22. Oktober 2024

Die 23. Commonwealth Games sind als Multisportveranstaltung für Sportler aus den Commonwealthländern zwischen dem 23. Juli und 2. August 2026 in Glasgow in Schottland geplant. 

## Vergabe
Die Gastgeberstadt sollte ursprünglich auf der Generalversammlung der Commonwealth Games Federation (CGF) 2019 in Kigali, Ruanda, ausgewählt werden. Am 16. Juni 2019 bestätigte die CGF, dass die Auswahl 2020 erfolgen werde, sie verzögerte sich aber durch das mangelnde Interesse der Städte und die COVID-19-Pandemie. Im Dezember 2021 berichtete die CGF, dass sie im März 2022 einen Gastgeber bekannt geben werde. 
Der australische Bundesstaat Victoria wurde am 12. April 2022, nach einem zwei Monate dauernden, exklusiven Dialogprozess mit der CGF, als Ausrichter bekannt gegeben. Sie sollten dabei in fünf Regionen des  Bundesstaates (Melbourne, Geelong, Bendigo, Ballarat und Gippsland) stattfinden. Am 18. Juli 2023 gab der Bundesstaat Victoria bekannt die Spiele dort nicht ausgetragen werden. Dies wurde mit gestiegenen Kosten begründet, nachdem die budgetierten Kosten von 2,6 Milliarden Australische Dollar, die nun geschätzten Kosten von mehr als sechs Milliarden nicht deckten.
Am 17. September 2024 wurde bekannt, dass die schottische Stadt Glasgow der neue Austragungsort ist. Dies kam durch eine Einigung über einen Zuschuss von 100 Millionen Pfund Sterling von Commonwealth Games Australia für die finanziellen Risiken der Veranstaltung. Die Commonwealth Games 2026 werden mit reduziertem Programm (geplant sind zehn statt 18 Sportarten) stattfinden. Es werden bereits bestehende Sportanlagen genutzt. So sollen die Kosten gesenkt werden. Im September 2024 sicherte die schottische Regierung die nötige logistische und finanzielle Unterstützung zu. Im Oktober 2024 wurde der Termin bestätigt.

## Sportarten
Im Oktober 2024 wurde bekanntgegeben, dass das Sportprogramm auf zehn Sportarten reduziert werden soll. Die ausgewählten Sportarten sind: 3×3-Basketball, Bahnradsport, Bowls, Boxen, Gewichtheben, Judo, Leichtathletik, Netball, Schwimmen und Turnen. In sechs der Sportarten ist die Integration der Parasport-Wettbewerbe vorgesehen. Hintergrund der Reduzierung war es kosten zu sparen. Auch sollte die Anzahl der Teilnehmer reduziert werde, die auf ca. 3.000 geschätzt werden. Auch die aufgenommenen Sportarten wurden in ihrem Umfang im Vergleich zu vorhergehenden Austragungen reduziert. So finden generell keine Straßenwettbewerbe statt und bei den Schwimmwettbewerben wird es keine Disziplinen im Wasserspringen geben. Vertreter der aus dem Programm gestrichenen Sportarten kritisierten die Veranstalter für diesen Schritt.

## Sportstätten
Insgesamt soll es nur vier Sportstätten geben. Die Leichtathletik soll im Scotstoun Stadium ausgetragen werden. Weitere Sportstätten sind die Emirates Arena, das Tollcross International Swimming Centre und das Scottish Exhibition and Conference Centre.